# Air Inter
Air Inter — французька авіакомпанія, яка існувала в 1954—1997 роках.

## Історія
Компанія була заснована 12 листопада 1954 року. Перший комерційний рейс був виконаний 16 березня 1958 по маршруту Париж — Страсбург. З 1960 року почалися регулярні комерційні рейси. Компанія базувалася в паризькому аеропорту Орлі. 1 квітня 1997 компанія об'єдналася з Air France.

## Флот
Air Inter експлуатувала 10 типів літаків.
- Aérospatiale Caravelle
- Airbus A300 B2/B4
- Airbus A320 100/200
- Airbus A321
- Airbus A330-300
- Dassault Mercure
- Douglas DC-3
- Fokker F-27
- Fokker F100
- Vickers Viscount

## Авіакатастрофи
За всю історію існування авіакомпанії сталося 3 авіакатастрофи.
- 12 серпня 1963 року Vickers Viscount, бортовий номер F-BGNV, розбився на підході до містечка Трамуа. Загинули всі 15 з 16 осіб на борту (в тому числі 4 члени екіпажу) та 1 людина на землі.
- 27 жовтня 1972 року Vickers Viscount, бортовий номер F-BMCH, розбився під Клермон-Ферраном, впавши в річку Луара. На місці трагедії загинули 5 членів екіпажу і 54 з 63 пасажирів. 1 пасажир помер в госпіталі 2 дні. Аварія сталася внаслідок занадто раннього зниження через помилку екіпажу літака.
- 20 січня 1992 року лайнер A320-111, бортовий номер F-GGED, при заході на посадку в Страсбурзі, відхилився від курсу і зіткнувся з горою Сент-Оділь. Загинуло 87 пасажирів і членів екіпажу. Вижило 8 пасажирів і стюардеса. Катастрофа сталася через помилку екіпажу, почав зниження за помилковою траєкторією і з великою швидкістю.